# Gordon Higginson
Gordon Mons Higginson (Longton, 17 de noviembre de 1918-18 de enero de 1993) fue un médium espiritualista británico. 

## Biografía
De niño Higginson fue miembro del Longton Lyceum y asistió a la Iglesia Espiritualista de Longton. Tuvo  habilidades mediúminicas desde una edad temprana. Sirvió en las fuerzas armadas en la Segunda Guerra Mundial y después trabajó como médium en Bélgica, Gran Bretaña y Francia. Durante veintitrés años fue presidente de la Spiritualist National Union (SNU) y de 1979 a 1993, director del Arthur Findlay College.
Higginson fue acusado de fraude a lo largo de su carrera, incluso por espiritistas y miembros de la SNU. En 1974, los parapsicólogos Barrie Colvin y Frank Spedding asistieron a una sesión espiritista con Higginson y afirmaron que las figuras de materialización ectoplásmica eran el propio Higginson cubierto de tela. Spedding opinaba que las materializaciones eran falsas y no deberían haber engañado a nadie con inteligencia normal. En otra oportunidad, antes de la sesión espiritista, Colvin buscó en la habitación y afirmó encontrar muselina debajo de un asiento.
En 1978, Higginson fue acusado de lectura en caliente, debido a que en una sesión mediúmnica realizada en Bristol en febrero de 1976, dio nombres y direcciones a su audiencia. La acusación indicaba que la información de los asistentes estaba disponible en las listas de la biblioteca, libros y otros documentos, y que Higginson había estado solo en la iglesia durante una hora antes de la sesión y pudo acceder a dichos datos.
Los propios comentarios de Higginson sobre las acusaciones en su contra se pueden encontrar en su libro On the Side of Angels: Authorized Life Story compilado por Jean Bassett.

## Cirugía psíquica
Higginson fue un defensor de la cirugía psíquica. David y Helen Elizalde, autoproclamados cirujanos psíquicos que habían venido de Australia, fueron patrocinados por Higginson para recorrer el Reino Unido. En una de sus sesiones, realizó un video que fue examinado por el mago James Randi, quien calificó a los Elizalde como un fraude. Randi sugirió que el truco consistía en un condón lleno de sangre de cerdo, y él mismo replicó los fenómenos engañosos para demostrarlo. 
Durante una sesión en la sede de la Unión Nacional de Espiritistas de Higginson con los Elizalde, un miembro retiró en secreto una muestra de un coágulo de sangre que se había extraído durante la cirugía. El análisis forense descubrió que pertenecía la sangre pertenecía a un cerdo, razón que canceló la gira. Higginson se sorprendió por el fraude, pero continuó creyendo en que la cirugía psíquica era genuina.